# Бечає
Бечає (словен. Bečaje) — поселення в общині Церкниця, Регіон Нотрансько-крашка, Словенія. Висота над рівнем моря: 641,2 м.